# Phyllachora stevensii
Phyllachora stevensii är en svampart som beskrevs av Syd. ex F. Stevens 1927. Phyllachora stevensii ingår i släktet Phyllachora och familjen Phyllachoraceae.   Inga underarter finns listade i Catalogue of Life.